# Warm-Up (Comedy)
Ein Warm-Upper ist eine Person, die vor Beginn einer Fernseh-, Radio- oder Bühnenproduktion dafür sorgt, dass das Publikum in eine positive und energetische Stimmung versetzt wird. Diese Rolle ist insbesondere bei Live-Produktionen von großer Bedeutung, da die Reaktionen des Publikums, wie Lachen, Applaus oder andere emotionale Reaktionen, einen wesentlichen Teil der Atmosphäre ausmachen und oft auch direkt auf die Qualität der Sendung Einfluss nehmen.

## Aufgaben
Der Warm-Upper tritt in der Regel auf, bevor die eigentliche Show oder Aufzeichnung beginnt. Dabei führt er das Publikum in den Ablauf der Sendung ein, klärt über die Spielregeln des Applaudierens oder Lachen auf und bringt die Zuschauer durch humorvolle, lockere Interaktionen in Stimmung. Oft erzählen Warm-Upper Anekdoten, machen Witze oder führen kleine Spiele durch, um die Stimmung im Studio zu heben. Der Hauptzweck besteht darin, die Zuschauer zu animieren und sicherzustellen, dass sie sich wohlfühlen, sodass sie während der Aufzeichnung spontan und positiv auf das Geschehen auf der Bühne oder im Studio reagieren können.

### Bedeutung für Fernseh- und Radioproduktionen
Bei Fernsehproduktionen, insbesondere bei Comedy- oder Unterhaltungsshows, bei denen das Publikum live reagiert, ist die Rolle des Warm-Uppers entscheidend. Die Zuschauer im Studio wirken durch ihre Reaktionen oft auch auf das Fernsehpublikum, da deren Lachen oder Applaus die Stimmung und das Tempo der Sendung beeinflusst. Ein erfahrener Warm-Upper kann so nicht nur die Studiozuschauer auf die Sendung vorbereiten, sondern trägt auch indirekt zum Erfolg der gesamten Produktion bei.

### Bekannte Warm-Upper
Im Laufe der Zeit haben sich einige Warm-Upper einen Namen gemacht und sind zu festen Größen in der Fernsehlandschaft geworden. Einige Warm-Upper nutzen diese Rolle als Sprungbrett für Karrieren als Comedians, Moderatoren oder Entertainer, da sie oft eine ähnliche Bühnenpräsenz und Interaktionsfähigkeiten wie professionelle Entertainer benötigen.

### Warm-Upping in anderen Kontexten
Neben Fernseh- und Radioproduktionen kommen Warm-Upper auch bei Großveranstaltungen, Konzerten oder sogar bei Firmenveranstaltungen zum Einsatz. In diesen Fällen dienen sie ebenfalls dazu, das Publikum auf die bevorstehenden Darbietungen vorzubereiten und die Stimmung zu steigern.